# Pascal (programozási nyelv)
A Pascal az általános célú programozási nyelvek közé tartozik. Sok helyen még mindig ezen tanítják a programozást, hiszen a szintaxisa egyszerű, könnyen érthető, ennek ellenére hatékony eszközt ad használója kezébe. Legelterjedtebb megvalósítása a Borland cég által készített Turbo Pascal, melynek segítségével DOS-os alkalmazásokat készíthetünk, amelyek bármely verziószámú Windowson is képesek futni.
Az eredeti specifikáció szerint minden program egyetlen forrásfájlból áll, melynek kiterjesztése .pas. A konkrét implementációk egyedi bővítésekkel tették lehetővé a moduláris felépítést, például a Turbo Pascal és az Object Pascal unitoknak nevezi azokat a külön fájlokban található modulokat, amik nem önálló programok. Ezek a fejezetek tartalmazzák a programozó által felhasználható kiegészítő eljárásokat és függvényeket, de a programozó is készíthet ilyet.
Később megszületett a Borland Delphi, amely az objektumorientált Pascalt párosította a natív Windows programok készítésének lehetőségével. Ennek egy linuxos változata a mára elhanyagolt Kylix.
Az aktívan fejlesztett Free Pascal számos géptípuson (Intel x86, Amd64/x86-64, PowerPC, PowerPC64, SPARC, ARM) és operációs rendszeren (Linux, FreeBSD, Mac OS X/Darwin, DOS, Win32, Win64, WinCE, OS/2, Netware és MorphOS) érhető el. Az erre épülő Lazarus integrált fejlesztői környezettel a mai igényeknek is megfelelő, grafikus interfésszel rendelkező szoftverek készíthetők.

## Rövid történet
A nyelvet 1970-ben Niklaus Wirth professzor fejlesztette ki, aki emellett a Modula-2 és az Oberon atyja is. A Pascal maga az ALGOL programozási nyelven alapul, és a francia matematikus-filozófus Blaise Pascal tiszteletére nevezték el.
Ez a nyelv az egyik alapja az Ada programozási nyelvnek, ami még ma is az egyik legbiztonságosabb nyelv a világon. Az objektumorientált Object Pascal nyelvet használja a Delphi fejlesztőrendszer.

## Szintaxis
A nyelv azonosítókból és kulcsszavakból, valamint operátorokból és egyéb szimbólumokból épül fel. A kulcsszavakat a fordító fenntartja magának, ezért ezeket nem használhatjuk fel saját célra, tehát ezek használata változónévként nem megengedett. Az azonosítók állhatnak betűkből, számokból és aláhúzásjelből (_), de nem kezdődhetnek számmal, illetve nem tartalmazhatnak speciális karaktereket(Ł, ß, & stb.), és a fordító típustól függően bizonyos hossz fölött az azonosítókat nem különbözteti meg.
A program kulcsszó opcionális, csak arra szolgál, hogy jobban dokumentálhassuk a kódot.
A megjegyzéseket a programban bárhol elhelyezhetjük, kezdetük jelölésére a { és a (*, zárásukra pedig a } illetve a *) jelek szolgálnak. Ezek mellett használhatjuk a // jelet is, mely csak az adott sorban jelöl megjegyzést.
A nyelv sokféle operátort tartalmaz: +, –, *, /, div, mod, and, or, not, xor, in stb.
Használhatunk eljárásokat, függvényeket, az újabb fordítók pedig már az objektumorientált programozási megközelítést is támogatják.
A forráskódot modulokba, ún. unitokba szervezhetjük, amelyekben az adatrejtést is megvalósíthatjuk, az interface és az implementation kulcsszavak segítségével.
Egy egyszerű Pascal program felépítése:
```
 
{programfej}

   
program
 
Hello_World
;

 
{használt unitok megadása}

   
uses
 
crt
,
dos
;

 
{deklarációs rész: típusok, konstansok, változók}

   
const

    
Konstans
 
=
 
42
;

   
type

    
szabadnap
 
=
 
(
szombat
,
vasarnap
)
;

   
var

    
Valtozo
:
 
integer
;

    
nap
:
 
szabadnap
;

 
{eljárások és függvények}

   
procedure
 
Eljaras
(
Parameter
:
 
boolean
)
;

   
begin

   
end
;

 

   
function
 
Fuggveny
(
Parameter
:
 
real
)
:
 
integer
;

   
begin

     
Fuggveny
 
:=
 
round
(
Parameter
)

   
end
;

 

 
{programtörzs}

   
begin

     
Eljaras
(
true
)
;

     
Valtozo
 
:=
 
Fuggveny
(
3.14
)
;

     
writeln
(
Valtozo
)
;

   
end
.

```

A Hello World! program:
```
Program
 
HelloWorld
;

uses
 
crt
;

Begin

  
Clrscr
;
 
{képernyő törlése}

  
Write
(
'Hello Világ!'
)
;
 
{szöveg kiíratása}

  
Readln
;
 
{várakozás enter ütésére, hogy ne záruljon be azonnal a program}

End
.

```

## Az idő kiírása
```
{{program definíció}
}

program
 
hello
;

{{használt unitok}
}

uses
 
crt
,
dos
;

{{változók}
}

var
 
a
,
b
,
c
,
d
:
word
;

begin
 
{{a program feje}
}

clrscr
;

gettime
(
a
,
b
,
c
,
d
)
;

writeln
(
'-----------------------------------------'
)
;

writeln
(
'A pontos ido: '
,
a
,
':'
,
b
)
;

writeln
(
'-----------------------------------------'
)
;

writeln
(
'Hello, vilag!'
)
;

end
.

```

## A nyelv felépítése
A fenti forráskódban jól elkülöníthetők a parancsok. Egy parancs argumentumait zárójelek közé írjuk. A parancsot pontosvessző zárja le, így tudja a fordító elkülöníteni egymástól azokat.
A forráskód a  program  kulcsszóval kezdődik, mely röviden (1-2 szó) leírhatja, hogy maga a program miről szól. Ez az azonosító opcionális, mivel csak a programozónak információ, nem kötelező minden forráskódot ezzel kezdeni.
A  uses  kulcsszó után következik azoknak a unitoknak (fejezeteknek) a felsorolása, melyből a programozó a parancsokat válogatja programjához. A Pascalban lehetőség nyílik saját fejezetek készítésére. Az alapértelmezett unitok Turbo Pascalban:
- System: Alapvető parancsok
- Dos: DOS eljárások gyűjteménye
- Crt: A szöveges képernyő kezelése
- Strings: C-stílusú karakterlánc (null karakter végű string) kezelő rutinok
- Printer: Nyomtató kezelése
- Graph: Grafikai eljárások
- Overlay: Átlapolásos memóriahasználat
- Turbo3,Graph3: Kompatibilitási okokból (Turbo Pascal 3.0) megmaradt parancsok

A deklarációs részben állandókat, változókat és saját típusokat készíthetünk. Saját típusokat a type, állandókat a const, változókat var kulcsszó után lehet deklarálni. Egy konstansnak a nevét és az értékét egyenlőség jellel választjuk el. A változó nevét és típusát kettősponttal különítjük el. A változók típusai lehetnek:
Egész szám típusok:
- byte: 0 és 255 közötti egész szám (1 bájt)
- shortint: -128 és 127 közötti egész szám (1 bájt)
- word: 0 és 65535 közötti egész szám (2 bájt)
- integer: -32768 és 32767 közötti egész szám (2 bájt)
- longint: -2147483648 és 2147483647 közötti egész szám (4 bájt)

Valós típusok:
- single: 4 byte méretű lebegőpontos szám (csak 8087)
- real: 6 byte méretű lebegőpontos szám
- double: 8 byte méretű lebegőpontos szám (csak 8087)
- extended: 10 byte méretű lebegőpontos szám (csak 8087)
- comp: 8 byte méretű csak egész számokat ábrázolni képes típus (csak 8087)

Egyéb típusok:
- Char: Karakter
- Boolean: Logikai változók – igaz/hamis (true/false) értéke lehet
- String: Karaktersor (maximum 255 karakter)

Később eljárásokat és függvényeket hozhatunk létre, melyeket a főprogramban használhatunk. A főprogram kezdetét és végét a begin és end. kulcsszó jelöli. Hasonló módon történik az eljárások és függvények behatárolása, azzal a különbséggel, hogy ott a programrész végét end; zárja.